# Jhon Baggio Rakotonomenjanahary
Jhon Baggio Rakotonomenjanahary (auch nur als Jhon Baggio bekannt; * 19. Dezember 1991) ist ein madagassischer Fußballspieler.

## Karriere

### Verein
Seinen ersten Vertrag unterschrieb Baggio 2008 bei Académie Ny Antsira in Vakinankaratra und war dort drei Spielzeiten aktiv. 2011 wechselte er weiter zu US Stade Tamponnaise, bevor es ihn 2013 nach Europa zog. In der Schweiz unterschrieb er einen Vertrag bei FC Concordia Basel. Nach einem Jahr wechselte er zu den Old Boys, die ebenfalls in Basel beheimatet sind. 2015 nahm ihn Sukhothai FC in der Thai Premier League Division 1, der zweiten Liga Thailands, unter Vertrag. In seiner ersten Saison wurde er mit dem Club Tabellendritter und stieg somit in die Erste Liga, die Thai Premier League, auf. 2016 gewann er mit Sukhothai den FA Cup. 2021 stieg er mit dem Verein wieder in die zweite Liga ab. Daraufhin wechselte er zum Erstligisten Port FC. Dort wurde sein Vertrag nach sieben Monaten, ohne dass Baggio ein Ligaspiel absolviert hatte, wieder aufgelöst. Nach knapp einem Jahr Vereinslosigkeit verpflichtete ihn im Dezember 2022 erneut der Sukhothai FC.

### Nationalmannschaft
Der offensive Mittelfeldakteur absolvierte von 2011 bis 2015 insgesamt neun Partien für die madagassische A-Nationalmannschaft und erzielte dabei einen Treffer.

## Erfolge
Académie Ny Antsika
- Madagassischer Meister: 2008

US Stade Tamponnaise
- Réunionischer Pokalsieger: 2012

Sukhothai FC
- Thailändischer Pokalsieger: 2016

## Sonstiges
Sein jüngerer Bruder Jean Romario Baggio Rakotoharisoa (* 1996) ist ebenfalls Fußballer und spielt für den Fosa Juniors FC auf Madagaskar.